# Adriana Nelson

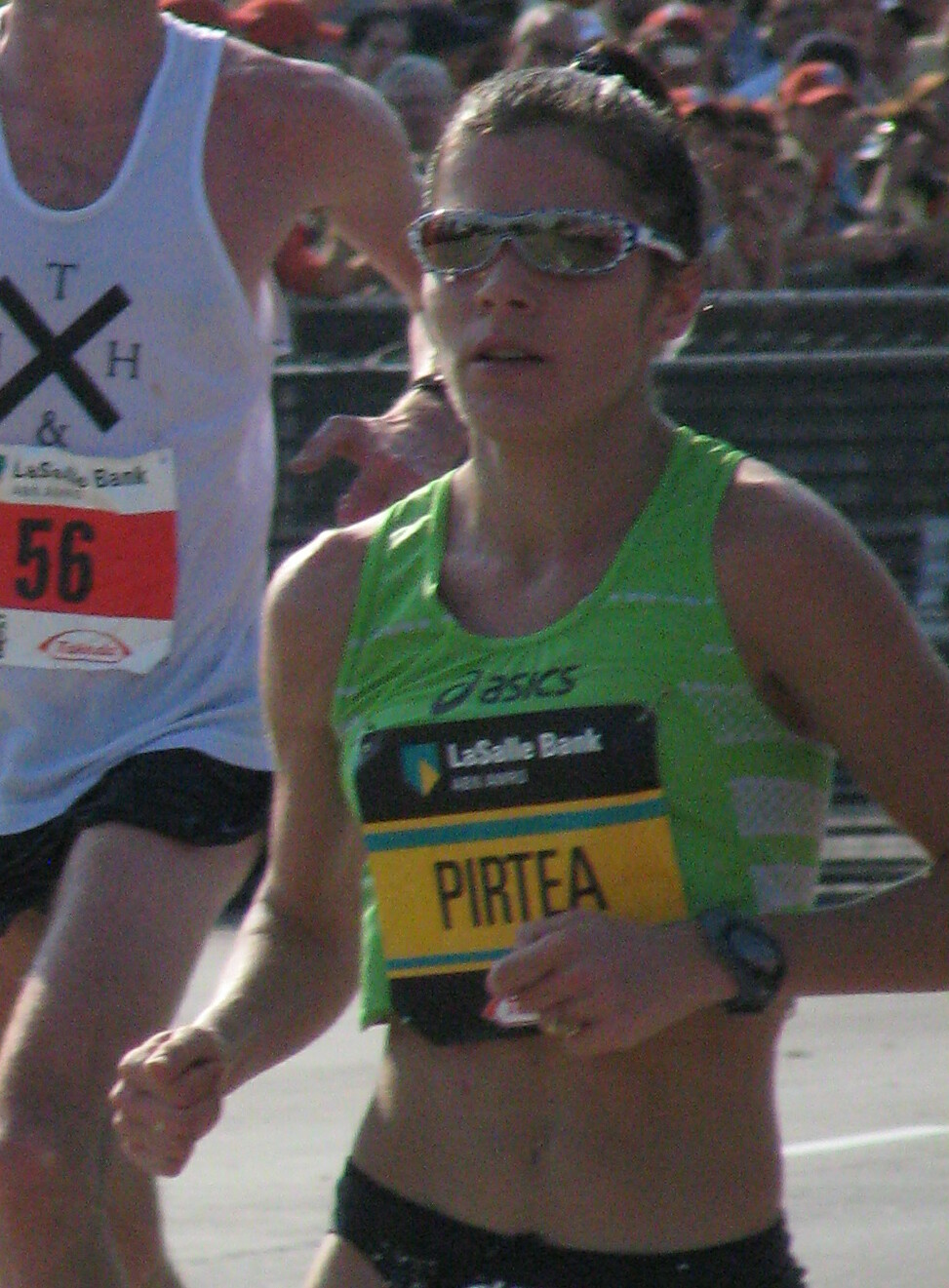
La Maratonul de la Chicago din 2007

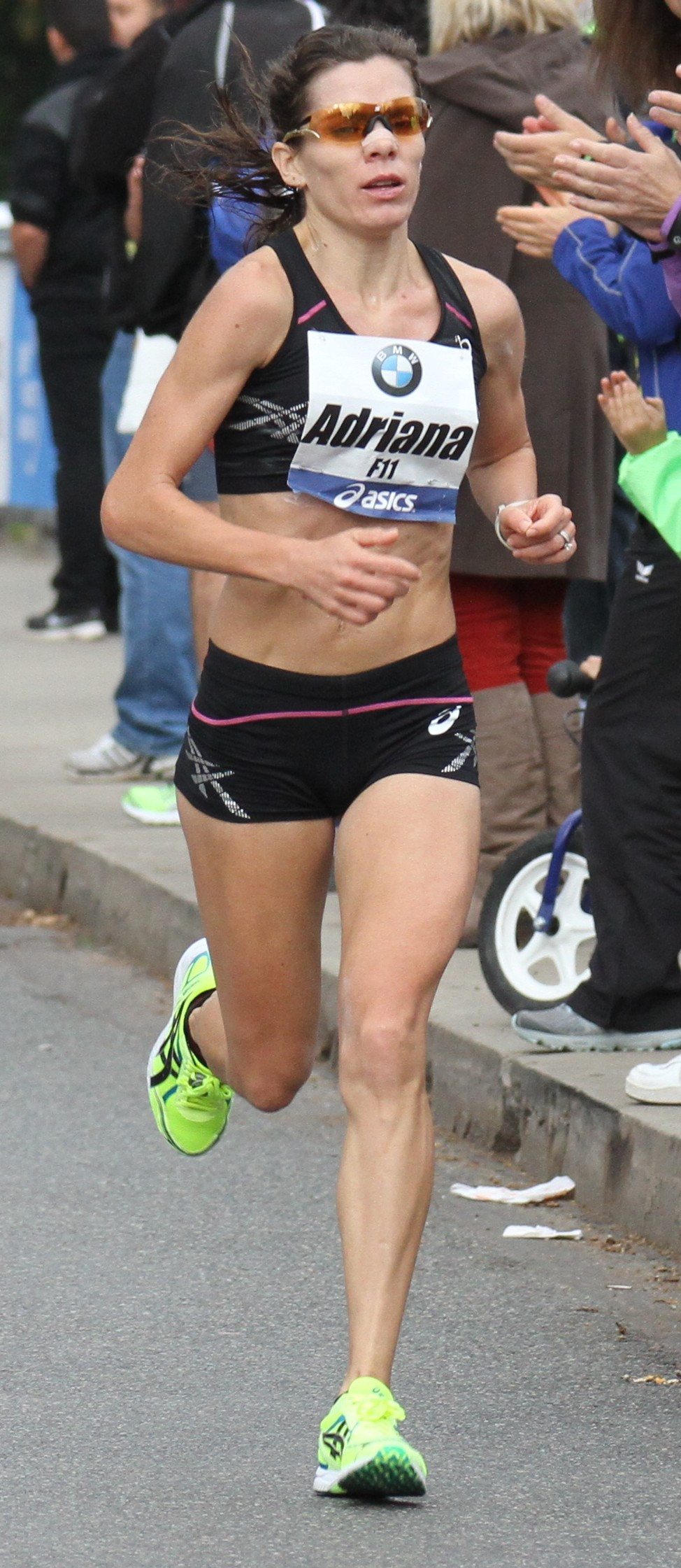
La Maratonul de la Frankfurt din 2014

Adriana Nelson (născută Pirtea; n. 31 ianuarie 1980, București, România) este o alergătoare pe distanțe lungi din România care s-a specializat în probele de semimaraton și maraton. În 2011 a obținut cetățenia americană.

## Carieră
Bucureșteanca a ocupat locul 6 la 10.000 m la Campionatul European de Tineret din 2001. În anul 2005 a cucerit medalia aur la Campionatul Mondial de Semimaraton de la Edmonton cu echipa Romaniei, compusă din Constantina Diță-Tomescu, Mihaela Botezan, Nuța Olaru, Adriana Nelson și Luminița Talpoș. Anul următor româncele au ocupat locul 4 la Campionatul Mondial de alergare pe șosea.
Din 2002 sportiva a studiat chineziologie și psihologie la Universitatea din Texas din El Paso cu ajutorul unei burse. În anul 2007 a luat startul la Maratonul de la Chicago. A fost la un pas de a câștiga cursa dar pe ultimii metri a fost depășită de etiopianca Berhane Adere. În anii care au urmat, Adriana Nelson a participat la mari maratoane precum Londra, Rotterdam, Berlin și Osaka. S-a căsătorit cu un american și a participat la cursa de calificare pentru Jocurile Olimpice de vară din 2012. La Campionatul Mondial de Semimaraton din 2012 a ocupat locul 5 cu echipa SUA.
În anii următori ea a participat la maratoanele din New York, Boston, Los Angeles și Houston. Din 2020 aleargă din nou pentru Federația Română de Atletism. A participat la Gdynia la Campionatul Mondial de Semimaraton dar nu a putut să termine cursa.

## Realizări
| An                         | Competiție                               | Locație                    | Loc                  | Eveniment            | Note                 |
| Reprezentând România       | Reprezentând România                     | Reprezentând România       | Reprezentând România | Reprezentând România | Reprezentând România |
| -------------------------- | ---------------------------------------- | -------------------------- | -------------------- | -------------------- | -------------------- |
| 2001                       | Campionatul European de Tineret (sub 23) | Amsterdam, Olanda          | 6                    | 10 000 m             | 34:19,23             |
| 2005                       | Campionatul Mondial de Semimaraton       | Edmonton, Canada           | 10                   | semimaraton          | 1:11:10              |
| 2005                       | Campionatul Mondial de Semimaraton       | Edmonton, Canada           | 1                    | echipe               | 1:11:10              |
| 2006                       | Campionatul Mondial de alergare pe șosea | Debrețin, Ungaria          | 29                   | 20 km                | 1:09:30              |
| 2006                       | Campionatul Mondial de alergare pe șosea | Debrețin, Ungaria          | 4                    | echipe               | 1:09:30              |
| 2007                       | Chicago Marathon                         | Chicago, Statele Unite     | 2                    | maraton              | 2:33:52              |
| 2008                       | London Marathon                          | Londra, Marea Britanie     | 10                   | maraton              | 2:28:52              |
| 2008                       | Chicago Marathon                         | Chicago, Statele Unite     | 12                   | maraton              | 2:35:39              |
| 2009                       | Rotterdam Marathon                       | Rotterdam, Olanda          | 2                    | maraton              | 2:36:36              |
| 2009                       | Chicago Marathon                         | Chicago, Statele Unite     | 8                    | maraton              | 2:34:07              |
| 2010                       | Berlin Marathon                          | Berlin, Germania           | 6                    | maraton              | 2:30:15              |
| 2011                       | Osaka International Ladies Marathon      | Osaka, Japonia             | 7                    | maraton              | 2:32:44              |
| Reprezentând Statele Unite |                                          |                            |                      |                      |                      |
| 2012                       | Campionatul Mondial de Semimaraton       | Cavarna, Bulgaria          | 18                   | semimaraton          | 1:13:30              |
| 2012                       | Campionatul Mondial de Semimaraton       | Cavarna, Bulgaria          | 5                    | echipe               | 1:13:30              |
| 2013                       | New York City Marathon                   | New York, Statele Unite    | 13                   | maraton              | 2:35:05              |
| 2014                       | Boston Marathon                          | Boston, Statele Unite      | 13                   | maraton              | 2:31:15              |
| 2014                       | Frankfurt Marathon                       | Frankfurt, Germania        | 9                    | maraton              | 2:33:54              |
| 2015                       | Boston Marathon                          | Boston, Statele Unite      | 12                   | maraton              | 2:38:47              |
| 2016                       | U.S. Olympic Trials                      | Los Angeles, Statele Unite | 12                   | maraton              | 2:39:03              |
| 2019                       | Berlin Marathon                          | Berlin, Germania           | 20                   | maraton              | 2:35:45              |
| 2020                       | Houston Marathon                         | Houston, Statele Unite     | 8                    | maraton              | 2:33:18              |
| 2020                       | Reprezentând România                     |                            |                      |                      |                      |
| 2020                       | Campionatul Mondial de Semimaraton       | Gdynia, Polonia            | –                    | semimaraton          | NT                   |
| 2021                       | Brooks Running 50K and Marathon          | Dorena Lake, Statele Unite | 1                    | maraton              | 2:35:26              |

1. ↑  Adriana Nelson a fost a patra cea mai bună româncă, doar primele trei au primit o medalie.

## Recorduri personale
| Probă       | Performanță | Dată              | Locație     |
| ----------- | ----------- | ----------------- | ----------- |
| 10 000 m    | 32:38,95    | 22 iunie 2012     | Eugene      |
| 10 km       | 33:21       | 25 februarie 2007 | San Juan    |
| Semimaraton | 1:09:59     | 30 iulie 2005     | Lauwershoek |
| Maraton     | 2:28:52     | 13 aprilie 2008   | Londra      |

## Legături externe
Materiale media legate de Adriana Nelson la Wikimedia Commons
- en Adriana Nelson la World Athletics
- en  Adriana Nelson la athleticspodium.com